# ليز جونز
ليز جونز (بالإنجليزية: Liz Jones) هي محرِّرة وصحفية وكاتِبة بريطانية، ولدت في 5 سبتمبر 1958 في إنجلترا في المملكة المتحدة.